# هیکوری هیلز (مینه‌سوتا)
هیکوری هیلز (به انگلیسی: Hickory Hills) یک منطقهٔ مسکونی در ایالات متحده آمریکا است که در شهرستان جکسون، میسیسیپی واقع شده‌است. هیکوری هیلز ۱۴٫۸ کیلومتر مربع مساحت و ۳٬۰۴۶ نفر جمعیت دارد و ۶ متر بالاتر از سطح دریا واقع شده‌است.